# دماغ ثلاثي

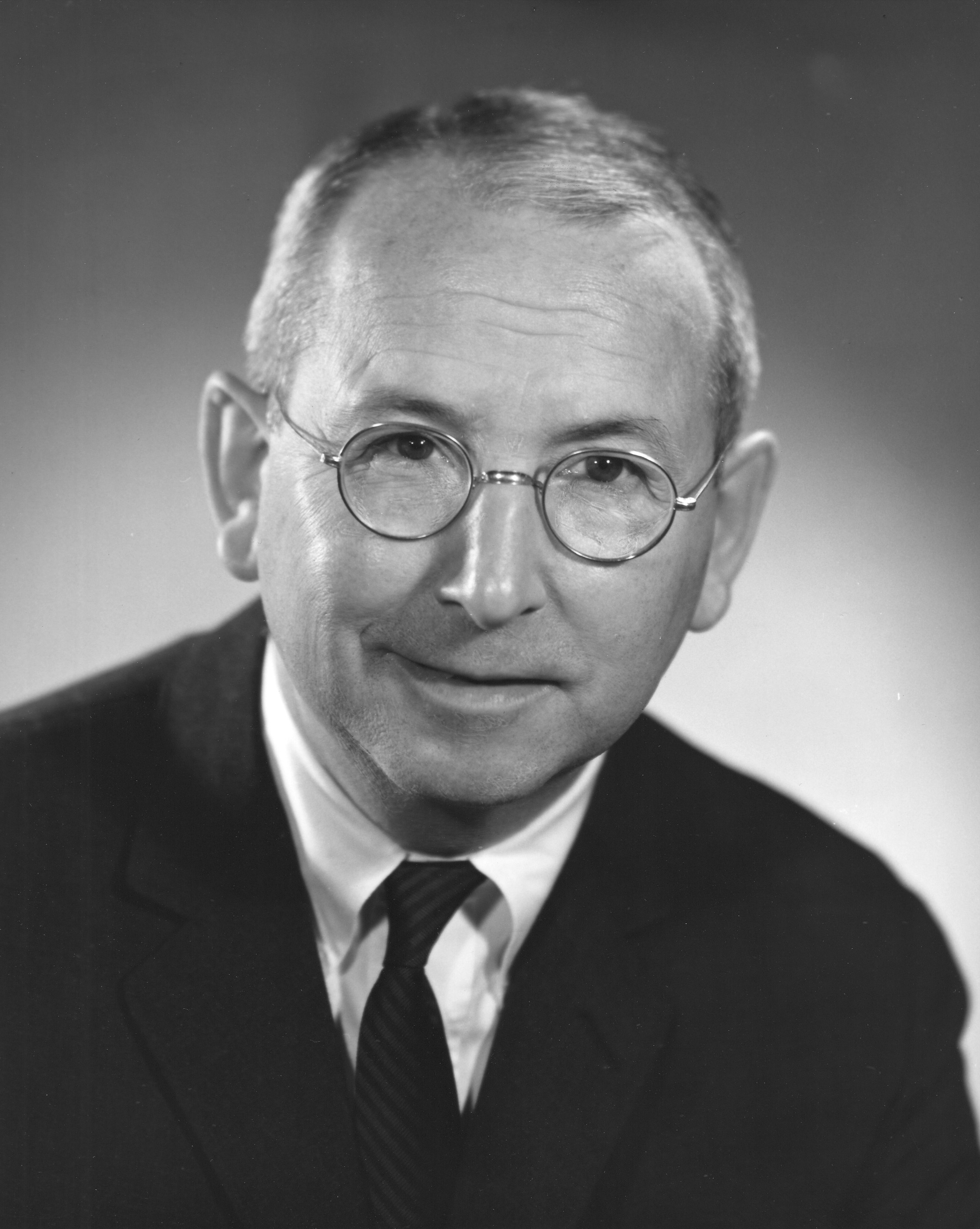

الدماغ الثلاثي هو نموذج لتطور الفقاريات الدماغية الأمامية وسلوكيات الفقاريات، التي اقترحها الطبيب الأمريكي وعالم الأعصاب بول ماكلين. صاغ ماكلين في الأصل نموذجه في الستينيات وطرحه بإسهاب في كتابه الدماغ الثلاثي في التطور
عام 1990. يتألف الدماغ الثلاثي من عقد قاعدية وجهاز نطاقي، القشرة المخية الحديثة، التي ينظر إليها على أنها هياكل متسلسلة مضافة إلى الدماغ الأمامي في سياق التطور. ومع ذلك، فإن هذه الفرضية لم يعد يتبناها أغلبية علماء الأعصاب المقارنون في حقبة ما بعد عام 2000. أصبحت نظرية الدماغ الثلاثي معتادة على جمهور واسع النطاق من خلال جائزة بوليتزر التي فاز بها كارل ساغان في عام 1977 عن كتابه «تنانين عدن». وقد تم تبني هذه النظرية من قبل بعض الأطباء النفسيين وواحد على الأقل من الباحثين البارزين في علم الأعصاب الوجداني.

## الزواحف
«دماغ الزواحف» هو اسم مُعطى للعقد القاعدية، وهي هياكل مشتقة من أرضية الدماغ الأمامي أثناء التطور. هذا المصطلح مستمد من فكرة أن علماء التشريح العصبي المقارن كانوا يعتقدون في السابق أن الزواحف والطيور كانت تهيمن عليها هذه البنى. واقتُرح أنها كانت مسؤولة عن السلوكيات الغريزية النمطية المتضمنة في العدوان.
[بحاجة لمصدر]
[بحاجة لمصدر]
تم صياغة فرضية الدماغ الثلاثي في الستينيات، باعتماد على العمل النسبي العصبي المقارن الذي قام به لودفيغ إيدنغر، وإليزابيث كروسبي، وتشارلز هيريك في أوائل القرن العشرين. شهدت الثمانينات من القرن العشرين نهضة جديدة في الاهتمام بعمليات التشريح العصبي المقارن، مدفوعة جزئياً بتوافر مجموعة متنوعة من التقنيات العصبية الحديثة الجديدة لرسم خرائط دوائر الدماغ الحيوانية. وقد نجحت النتائج اللاحقة في تنقيح الأفكار التشويهية العصبية التقليدية التي تم الاستناد إليها في الفرضية.
على سبيل المثال، تم إظهار العقد القاعدية (التراكيب المشتقة في أرضية الدماغ الأمامي) للحصول على جزء أصغر بكثير من الزنابير ومن الزواحف والطيور (تسمى عظائيات الوجه) ما كان مفترض سابقًا، وتوجد في البرمائيات والأسماك وكذلك الثدييات. ولأن العقد القاعدية موجودة في مقدمة جميع الفقاريات الحديثة، فإنها ترجع على الأرجح إلى السلف التطوري المشترك للفقاريات منذ أكثر من 500 مليون عام، وليس إلى أصل الزواحف.
قد تبين أن الطيور تمتلك قدرات معرفية عالية التطور، مثل صناعة الأدوات الخاصة بغراب كاليدونيا وقدرات التصنيف اللغوية المشابهة للببغاء الرمادي الأفريقي.
وأخيرًا، تشير الدراسات الحديثة المستندة إلى بيانات الأحافير أو الأدلة التشريحية المقارنة إلى أن القشرة المخية الحديثة كانت موجودة بالفعل في الثدييات. بالإضافة إلى ذلك، على الرغم من أن غير الثدييات لا تحتوي على القشرة المخية الجديدة بالمعنى الحقيقي (وهي بنية تتكون من جزء من سطح الدماغ الأمامي، تتكون من ست طبقات مميزة من الخلايا العصبية)، إلا أنها تمتلك مناطق رحيقية، وفي بعض الأجزاء يعتبر الباليوم متشابهًا مع القشرة المخية الحديثة للثدييات. في حين أن هذه المناطق تفتقر إلى الطبقات الستة في القشرة المخية الحديثة المميزة، فإن الطيور والزواحف تمتلك عادة ثلاث طبقات في القفص الظهري (تماثيل القشرة المخية الحديثة). يصنع مخ الطيور والثدييات الروابط العصبية مع بني خلايا الدماغ الأخرى مثل تلك المصنوعة في القشرة المخية الحديثة. يتوسط وظائف مماثلة مثل التصور والتعلم والذاكرة وصنع القرار والتحكم في المحركات والتفكير.